# Kim Dae-kwan
Kim Dae-kwan – południowokoreański zapaśnik w stylu klasycznym. Zdobył brązowy medal na igrzyskach azjatyckich w 1986. Srebro na mistrzostwach Azji w 1989 roku.